# Aclytia signatura
Aclytia signatura là một loài bướm đêm thuộc phân họ Arctiinae, họ Erebidae.